# شارع الأحلام
شارع الأحلام (بالإنجليزية: The Road of Dreams) هو كتاب شعر لكاتبة الجريمة أجاثا كريستي. تم نشره على نفقتها الخاصة في يناير 1925 بسعر خمسة شلن،
كتبت كريستي الشعر في معظم حياتها. وينقسم الكتاب إلى أربعة أقسام قناع من إيطاليا، والقصص، وأحلام وتخيلات، وقصائد أخرى؛ ويتضمن القسم الأخير قصيدة بعنوان في مستوصف والتي تُشير للعديد من السموم التي استخدمتها كريستي في مسيرتها الروائية.